# Fossá (rzeka)
Fossá (z isl. foss = „wodospad”, á = „rzeka”) – popularna nazwa rzek islandzkich, na których znajdują się wodospady.

## RegionHöfuðborgarsvæði
Fossá – krótki, prawy dopływ rzeki Dælisá, spływający z północnych stoków łańcucha Esja

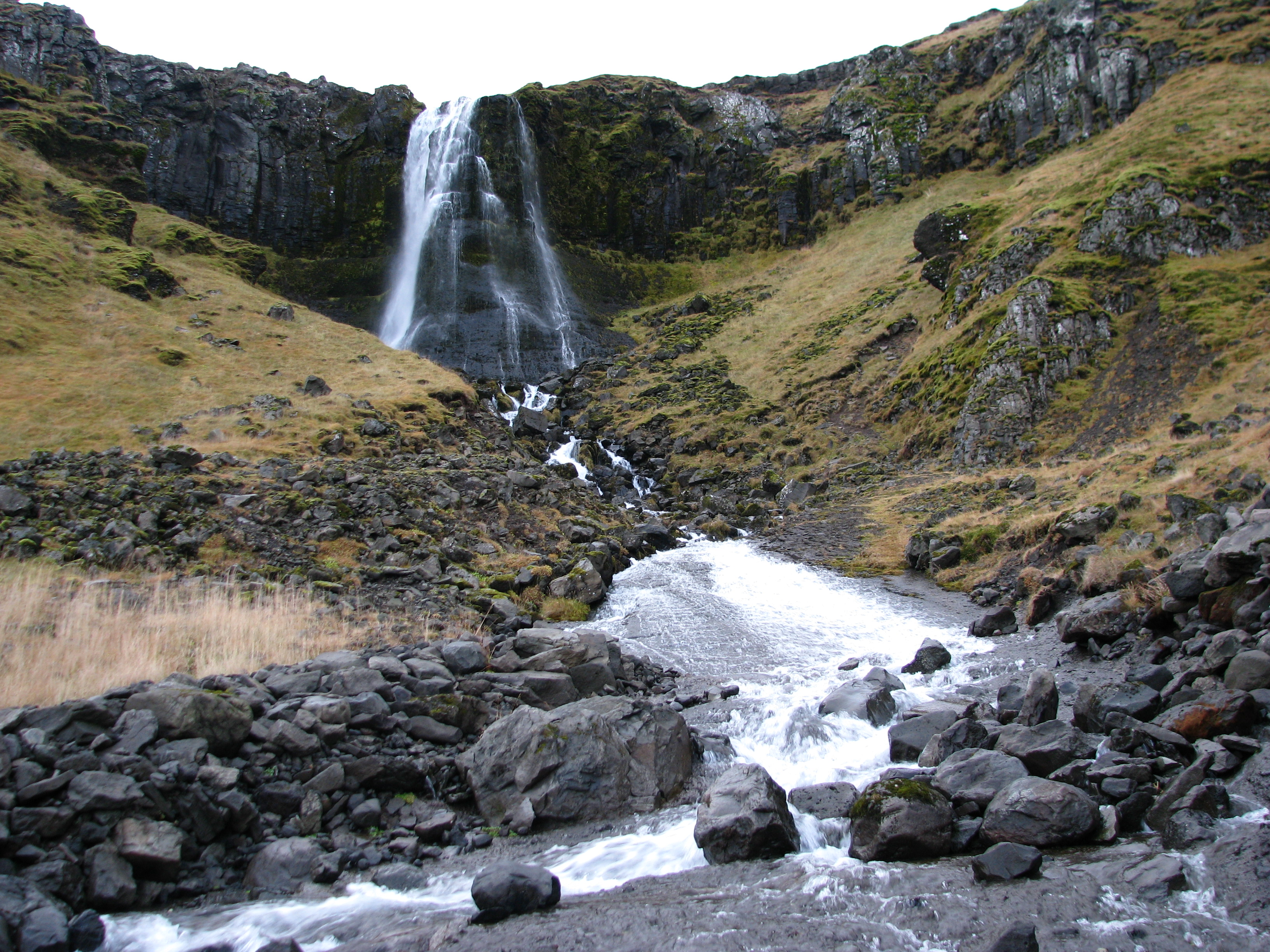
Fossá w Ólafsvík

## RegionVesturland
Fossá – krótki strumień, uchodzący do zatoki Breiðafjörður, przepływając przez Ólafsvík
Fossá – rzeka uchodząc do zatoki Breiðafjörður, przecinając drogą 574 na wschód od Ólafsvík. Jej źródła znajdują się po północnej stronie wzgórza Sandkúlar
Fossá – strumień uchodzący do jeziora Reyðarvatn. Źródła znajdują się w obniżeniu między wzgórzami Fanntófell (893 m n.p.m.) i Lyklafell (845 m n.p.m.)

## RegionVestfirðir
Fossá – krótki strumień uchodzący do Breiðafjörður na wybrzeżu Barðaströnd
Fossá – krótki strumień, wpadający do strumienia Tröllá, a wraz kilkoma innymi, do jeziora Syðradalsvatn, skąd uchodzą do fiordu Ísafjarðardjúp, na wschód od Bolungarvik
Fossá – stromy strumień, wypływający z niewielkiego jeziora Fossavatn do rzeki Langá, która uchodzi do fiordu Skutulsfjörður
Fossá – strumień uchodzący do fiordu Húnaflói, spływający ze wzgórza Sandfell (689 m n.p.m.)

## RegionNorðurland vestra
Fossá – lewy dopływ rzeki Svartá (uchodzącej do rzeki Blanda, a wraz z nią do Húnafjörður), przez większość czasu płynąc w równoległej do niego dolinie, a wpadając doń w rejonie drogi 734. Źródła tej rzeki znajdują się na zachodnich zboczach wzgórz Þingmannaháls, położonych na wschód od jeziora Blöndulón
Fossá – lewy dopływ rzeki Hofsá (uchodzącej do Skagafjörður), do którego wpada w głębokim jarze Vesturdalur. Wypływa z północnego obszaru lodowca Hofsjökull, po wschodniej stronie góry Twifell (1006 m n.p.m.)

## RegionNorðurland eystra
Fossá – prawy dopływ rzeki Hörgá (uchodzącej do Eyjafjörður). Wpada do niej w dolnym jej biegu, uprzednio przecinając drogę 1. Strumień spływający z północnego obszaru niewielkiego lodowca Fossárjökull, wznoszącego się na zachód od Akureyri

## RegionAusturland
Fossá – krótki strumień wpadający bezpośrednio do Reyðarfjörður w pobliżu skrzyżowania dróg 936 i 1. Spływa z północno-zachodniej doliny w paśmie Hallberutindur
Fossá – krótki strumień wpadający do rzeki Stöðvará w pobliżu ujścia do fiordu Stöðvarfjörður
Fossá – rzeka wpływająca do fiordu Berufjörður. Obszar źródłowy znajduje się wśród jezior i potoków jeziora Líkárvatn
Fossá – lewy dopływ Fagradalsá, wpadającej do rzeki Breiðdalsá (uchodzącej do fiordu Breiðdalsvík). Źródła znajdują się ne wschodnich zboczach pasma Mýrafellstindur (972 m n.p.m.)
Fossá – krótki, lewy dopływ strumienia Gilsá w dorzeczu Breiðdalsá, spływający z zachodnich stoków Njáll og Bera (1020 m n.p.m.)

## RegionSuðurland
Fossá – prawy dopływ Tungufljót, uchodzącej do Kúðafljót. Początek biegu zaczyna się na wysokości ponad 520 m n.p.m., w pobliżu rzeki Gæsá-innri oraz drogi F233, na północny wschód od lodowca Mýrdalsjökull. W dolnym biegu omija wzniesienie Fossárfjall (462 m n.p.m.)
Fossá – prawy dopływ Þjórsá, uchodzącej doń w pobliżu drogi 32 i 3365, mieszając się z wodami jeziora Bjarnalón, połączone elektrownią wodną Búrfellsstöð. Początek biegu zaczyna się na wysokości poniżej 700 m n.p.m. w okolicy jeziora Helgavatn, sąsiadując z dolinami rzek Innri-Skúmstungná (po stronie wschodniej), oraz doliną rzeki Stóra-Laxá (po stronie północnej). W jej dolinie znajduje się wiele wodospadów. Wśród m.in. Hjálparfoss i Hjálparfoss.
Fossá – strumień wpadający do jeziora Úlfljótsvatn w pobliżu drogi 360, omijając pole kempingowe. Początek biegu zaczyna się na wysokości ok. 150 m n.p.m. u podnóży Úlfljótvatns-Selfjall (285 m n.p.m.)